# O Papagaio
O Papagaio foi uma revista de banda desenhada portuguesa fundada em 1935 por Adolfo Simões Muller. Colaboraram na revista o pintor portuense Júlio Resende e o actor-desenhador, José Viana, era uma revista infantil e apresentava nas suas páginas o célebre Trolaró desenhado pelo sueco Jacobson.
Foi a primeira revista portuguesa de BD e, também a primeira não francófona do mundo, a publicar o As Aventuras de Tintin de Hergé. 